# Pellionia veronicoides
Pellionia veronicoides là loài thực vật có hoa trong họ Tầm ma. Loài này được Gagnep. mô tả khoa học đầu tiên năm 1928.